# Sonny Rollins on Impulse!
Albums de Sonny Rollins
The Standard Sonny Rollins
(1964) Alfie
(1966)
Sonny Rollins on Impulse! est un album du saxophoniste ténor Sonny Rollins sorti en 1965 et le premier album studio enregistré sous le label Impulse!. Le quartet est composé de Ray Bryant, déjà présent dix ans plus tôt aux côtés de Rollins sur l'album Work Time, de Walter Booker à la contrebasse et du batteur Mickey Roker qui l'accompagnait sur l'album précédent.

## Titres
Rollins interprète sur cet album cinq reprises et propose un rythme et une mélodie plus personnels. C'est le cas des deux premiers titres, On Green Dolphin Street et Everything Happens to Me où il improvise davantage sans suivre précisément la mélodie initiale. Hold 'Em Joe est un calypso, un thème qu'il affectionne et les deux derniers morceaux Blue Room et Three Little Words font apparaître une approche mélodique nouvelle mais avec un swing qui reste très présent
| N° | Titre                    | Compositeur                     | Durée |
| -- | ------------------------ | ------------------------------- | ----- |
| 1. | On Green Dolphin Street  | Bronislaw Kaper, Ned Washington | 7:10  |
| 2. | Everything Happens to Me | Tom Adair, Matt Dennis          | 3:17  |
| 3. | Hold 'Em Joe             | Harry Thomas                    | 5:30  |
| 4. | The Blue Room            | Lorenz Hart, Richard Rodgers    | 3:44  |
| 5. | Three Little Words       | Bert Kalmar, Harry Ruby         | 6:56  |

## Enregistrement
Les morceaux sont enregistrés le 8 juillet 1965 au studio de Rudy Van Gelder, situé à Englewood Cliffs (New Jersey)
| Musicien      | Instrument      |  | Équipe technique |                          |
| ------------- | --------------- |  | ---------------- | ------------------------ |
| Sonny Rollins | saxophone ténor |  | Bob Thiele       | producteur, photographie |
| Ray Bryant    | piano           |  | Rudy Van Gelder  | ingénieur                |
| Walter Booker | contrebasse     |  | Charles Stewart  | photographie             |
| Mickey Roker  | batterie        |  | Nat Hentoff      | liner notes              |